# اینابا ماساتوشی
اینابا ماساتوشی (به ژاپنی: 稲葉正利)؛ ۱۶۰۳ – ۲۸ اکتبر ۱۶۷۶ میلادی) سامورایی در دوره ادو اهل ژاپن بود.
اینابا ماساتوشی پنجمین پسر اینابا ماساناری و همچنین دومین پسر کاسوگا نو تسوبونه، دایه شوگون توکوگاوا ایه‌میتسو بود. او برادر اینابا ماساکاتسو و اینابا ماساتسوگو بود.